# Flying Flipper
Flying Flipper är en motorbåt som tillverkades i två varianter, både som coupé och daycruiser. Den sistnämnda tycks vara vanligast. Det gick att köpa Flying Flipper i såväl halv- som helfabrikat.
Flying Flipper skiljer sig markant mot övriga båtar i Flipperflottan genom att kraftigt sticka ut med sina "offshore-cruiser"-liknande sjöegenskaper. Att båtens goda sjöegenskaper uppskattas och har haft genomslagskraft bevisas bland annat av att Flying Flipper har medverkat i diverse tävlingssammanhang med stor framgång.